# Les Leçons de Carolla
Pour plus de détails, voir Fiche technique et Distribution.
Les Leçons de Carolla (I Tyrens tegn litt. « Dans le signe du taureau »), ou Spécialités danoises, est une comédie érotico-pornographique danoise réalisée en 1974 par Werner Hedman.

## Synopsis
Dans une petite bourgade du Danemark, au début du XXe siècle, le châtelain local, le comte Von Lidibinsen décède d'épectase. La lecture de son testament révélera que sa fortune sera léguée au premier enfant illégitime qui naîtra sous le signe astrologique du taureau et provoquera dans la petite ville un climat de folie sexuelle et de cupidité.

## Fiche technique
- Titre original : I Tyrens tegn
- Titre français : Les Leçons de Carola ou Spécialités danoises
- Titre anglais :  In sign of Taurus
- Réalisation : Werner Hedman
- Production : Anders Sandberg
- Musique : Bertrand Bech
- Photographie : Rolf Rønne
- Costumes : Keld Rex Holm
- Chorégraphie : Johnnie Christen
- Pays d'origine : Danemark
- Année : 1974

## Distribution
- Lone Helmer : Carola, la tenancière du bordel
- Preben Mahrt : Felix Andersen, le bourgmestre
- Sigrid Horne-Rasmussen : Herta Andersen
- Susanne Breuning : Dyveke Andersen
- Ole Søltoft : Le Docteur Andreas Salvesen
- Johan Thiersen : Greven
- Suzanne Bjerrehuus : L'une des filles du comte
- Otto Brandenburg : Albert
- Karl Stegger :  Le pasteur Frydenhøj
- Ingrid Langballe : Madame Frydenhøj, la femme du pasteur
- Bent Warburg : Hector Frydenhøj, le fils du pasteur
- William Kisum : Le barbier
- Kate Mundt : Hilda Pillesen
- Ole Monty : Striid, le chef de la police
- Mette Von Kohl : Eulalia Striid, la femme du chef de la police
- Else Petersen : Madame Blad
- Anne Bie Warburg : Selma, la pucelle
- Alvin Linnemann : Un conseiller municipal
- Vivi Rau : une jeune femme légère
- Anna Wiklund : une jeune femme légère
- Louise Frevert : La danseuse nue dans la scène de l'Enfer
- Lone Gersel : La jeune fille dans la boutique du barbier

## Autour de film
- Ce film fait partie de la série des films dits du Zodiac dont il constitue le premier opus
- Bien que ce film ait été clairement revendiqué comme pornographique, il a été produit dans les mêmes conditions qu'un film traditionnel et critiqué de la même façon par les journaux nationaux danois. (cf Ebbe Villadsen 2005)